# Luis de Rodrigo
Luis de Rodrigo, seudónimo de Luis Augusto Rodríguez Ortiz (Puno, 1897 - Lima, 1989), fue un destacado poeta y compositor peruano. Reconocido como uno de los exponentes de la Vanguardia e Indígenismos puneño, su obra se caracteriza por plasmar con sensibilidad el paisaje y el sentir del altiplano.

## Biografía
Nació el 11 de mayo de 1897 en Puno, Perú. Fue hijo de Constantino Rodríguez, un buscador de látex en las selvas de Madre de Dios y Bolivia, y de Zoraida Ortiz, oriunda de Arequipa. Durante su infancia enfrentó dificultades debido a las prolongadas ausencias de su padre. Cursó la primaria en el Centro Escolar N.° 881, donde tuvo como maestro a José Antonio Encinas, y la secundaria en el Colegio Nacional San Carlos. Inició estudios universitarios en la Universidad Nacional de San Agustín de Arequipa, que abandonó por motivos económicos, y posteriormente se graduó como bachiller en Letras en la Universidad Nacional de San Antonio Abad del Cusco.
En 1926, ganó el concurso del Ateneo de la Juventud de Arequipa con su poema Himno al Ande. Ese mismo año, se estrenó el Himno a Juliaca, con letra de su autoría y música de Jorge Rivera del Mar. Fue presentado epistolarmente a José Carlos Mariátegui por Alberto Guillén, quien impulsó su participación en espacios literarios. En 1928, emigró a San Francisco, Estados Unidos, donde trabajó como obrero y periodista para el semanario en español El Imparcial. Durante esta etapa, mantuvo correspondencia con Mariátegui y relató su contacto con el escritor mexicano José Vasconcelos.
Regresó al Perú tras el colapso económico de 1929 y comenzó una carrera en el Ministerio de Agricultura, donde trabajó hasta su jubilación en 1972. Luis de Rodrigo colaboró con la revista Bohemia Andina (Puno, 1916), precursora del Grupo Orkopata, aunque no llegó a integrarlo formalmente. Posteriormente, fue miembro del grupo Harawico (Lima, 1947) y del Instituto Puneño de Cultura (Lima, 1955), que reunía a intelectuales puneños en la capital.
Falleció en Lima el 12 de noviembre de 1989, siendo recordado como uno de los principales exponentes de la poesía puneña y la literatura andina.

## Obras
Luis de Rodrigo destacó principalmente como poeta, dejando una obra literaria vinculada al paisaje y la cultura andina. Entre sus principales trabajos se encuentran:
- Puna (1944): Su único poemario publicado, dividido en tres secciones que abordan temas telúricos, humanos y culturales del Altiplano.
- Obras inéditas:
  - Caminos de Ciego
  - Estancias del Amor y la Agonía
  - Poetas del Titicaca (crítica literaria)
- Cuentos y prosas: Publicados de manera dispersa en revistas literarias y antologías, como El cuento puneño.

## Premios y reconocimientos
- Concurso del Ateneo de la Juventud de Arequipa (1926): Ganador con su poema Himno al Ande.[6]
- Concurso para la creación del Himno a Juliaca (1926): Ganador como autor de la letra, con música de Jorge Rivera del Mar.[7]
- Mención de Honor en el Concurso Nacional de Fomento de la Cultura (1944): Por su poemario Puna, publicado junto a obras de Mario Florián y Luis Nieto.[8]